# La tempesta
La tempesta ist eine italienischsprachige Grand opéra in einem Prolog und drei Akten von Fromental Halévy (Musik) mit einem Libretto von Eugène Scribe nach dem Schauspiel Der Sturm von William Shakespeare. Die Uraufführung fand am 8. Juni 1850 in Her Majesty’s Theatre in London statt.

## Handlung

### Kurzfassung
Vorgeschichte und Inhalt der Oper sind im gedruckten Libretto von 1850 folgendermaßen dargestellt:

“PROSPERO, Duke of Milan, has been treacherously dethroned by his brother, with the connivance of Alfonso, King of Naples, and, with his infant daughter, has been hurried aboard a frail boat many miles at sea. He has, however, been safely carried by propitious winds to an island. There he has found but two inhabitants – an evil-minded witch, Sycorax, and her son, Caliban. Prospero, versed in magic lore, delivers from the bondage of Sycorax a beautiful spirit, Ariel; imprisons the witch herself in a rock; and reduces to slavery the monster Caliban. At the moment the opera begins, many years have elapsed. A ship, upon which Alfonso, King of Naples, his son Ferdinand, Prospero’s usurping brother Antonio, and their suite, have embarked, is driven towards the island. Ariel, and the spirits whom he leads, sent by Prospero, wreck the vessel, and all aboard are cast ashore, where they are separated. Ferdinand, seeking shelter, meets and falls in love with Miranda; whilst Alfonso and Antonio, who, in their adversity, repent of their past misdeeds, are led into the presence of Prospero. The auspicious course of events is, however, interrupted by Caliban, to whom Sycorax speaks from the rock, and tells him where to gather a bunch of flowers, which will grant three wishes to the possessor. Caliban, once in possession of the flowers, is deaf to the entreaties of his mother to deliver her. His first wish is that Ariel, whose vigilance and power he fears, should be buried in a tree; his next is, that sleep may fall for a quarter of an hour on Miranda, with whom he is in love. When this is accomplished, he carries her off. He meets the crew of the ship, and becomes intoxicated with the liquor they give him. In the meantime, Prospero discovers the imprisonment of Ariel, whom he delivers and dispatches in search of his daughter. Meanwhile Miranda awakes from the magic trance; avails herself of the drunkenness of Caliban to seize the enchanted flowers. She then flies, and when they pursue her, arrests their progress by the magic spell. She arrives fatigued and faint on the rock in which Sycorax is pent up, and whilst she is resting, the witch, assuming the tone of a friendly monitor, advises her, in order to save her father’s life from the wiles of a desperate enemy, to kill Ferdinand. Miranda, in a struggle of filial affection, attempts to stab Ferdinand as he sleeps in the grot, but he wakes and his endearments disarm her. Meantime, Prospero and Ariel, Alfonzo, Antonio, and their followers arrive; all parties are happily reconciled; Ariel and her kindred spirits are set free from control; Caliban is left sole possessor of the island; whilst Prospero, Alfonzo, and their children, Antonio, and their suite, embark for Italy.”

„Prospero, der Herzog von Mailand, wurde von seinem Bruder Antonio mit Einverständnis des Königs von Neapel, Alfonso, entthront und zusammen mit seiner kleinen Tochter Miranda in einem zerbrechlichen Boot auf dem Meer ausgesetzt. Glücklicherweise trieben günstige Winde das Boot an das Ufer einer Insel. Diese hatte nur zwei Bewohner: die bösartige Hexe Sycorax und ihren Sohn Caliban. Der in den magischen Künsten bewanderte Prospero befreite einen wunderschönen Geist, Ariel, aus den Fängen der Sycorax, setzte die Hexe selbst in einem Felsen gefangen und versklavte das Ungeheuer Caliban. Zu Beginn der Oper sind mehrere Jahre vergangen. Ein Schiff mit dem neapolitanischen König Alfonso, seinem Sohn Ferdinand, Prosperos thronräuberischem Bruder Antonio und ihrem Gefolge treibt auf die Insel zu. Ariel und die von ihm angeführten Geister zerstören auf Befehl Prosperos das Schiff. Alle an Bord befindlichen Personen werden an die Küste gespült, wo sie voneinander getrennt werden. Ferdinand trifft bei seiner Suche nach einem Unterschlupf auf Miranda und verliebt sich in sie. Unterdessen werden Alfonso und Antonio, die in ihrer Not ihre früheren Missetaten bereuen, zu Prospero geführt. Der vielversprechende Lauf der Ereignisse wird jedoch von Caliban unterbrochen, dem Sycorax von einem Felsen aus den Auftrag gibt, von einer bestimmten Stelle ein Büschel Blumen zu holen, das dem Besitzer drei Wünsche erfüllt. Als Caliban in Besitz dieser Blumen ist, ignoriert er den Willen seiner Mutter, zuerst sie zu befreien. Sein erster Wunsch ist, dass Ariel, dessen Wachsamkeit und Macht er fürchtet, in einem Baum eingesperrt wird. Sein nächster Wunsch ist, dass Miranda, die er begehrt, für eine Viertelstunde in Schlaf fallen soll. Anschließend verschleppt er sie. Er trifft auf die Besatzung des Schiffs und betrinkt sich an dem Alkohol, den ihm die Seeleute geben. In der Zwischenzeit findet Prospero den gefangenen Ariel, den er befreit und auf die Suche nach seiner Tochter schickt. Miranda erwacht aus ihrer magischen Trance und nutzt die Trunkenheit Calibans aus, ihm die Zauberblumen zu entwenden. Dann flieht sie und hält ihre Verfolger mit einem Zauber auf. Erschöpft erreicht sie den Felsen, auf dem Sycorax angebunden ist. Während sie ruht, rät ihr die Hexe, die sich als freundliche Beobachterin ausgibt, Ferdinand zu töten, um das Leben ihres Vaters vor den Listen eines verzweifelten Feindes zu retten. In einem Anflug von Tochterliebe versucht Miranda, den in der Höhle schlafenden Ferdinand zu erstechen. Er erwacht jedoch und entwaffnet sie mit zärtlichen Worten. Prospero und Ariel, Alfonso, Antonio und ihr Gefolge treffen ein. Alle Parteien sind glücklich vereint. Ariel und seine guten Geister werden freigelassen. Prospero, Alfonso und Antonio samt Kindern und Gefolge reisen nach Italien ab, und Caliban wird alleiniger Besitzer der Insel.“

### Prolog
Ein Schiffsdeck

Prolog

Alonzo (Alfonso), König von Neapel, und Antonio, Herzog von Mailand, schlafen an Deck, als unsichtbare Geister einen Sturm entfesseln (Chor der unsichtbaren Geister: „Al dolce e vivido splendor del giorno“). dann wieder. Alonzo und Antonio erwachen aus ihren vom schlechten Gewissen verursachten Albträumen. Die anderen Seeleute werfen ihnen vor, durch ihre Missetaten die Rache des Himmels hervorgerufen zu haben. Währenddessen erscheint der Luftgeist Ariele (Ariel), betrachtet die Szene eine Weile und verschwindet wieder. Die Seeleute stimmen ein Gebet an (Chor: „Nume, che irato i flutti sollevi“). Während das Schiff zerschellt, sieht man Ariele und Geister triumphierend umherfliegen.

### Erster Akt
Prosperos Höhle
Szene 1. Sylphiden schlafen verteilt auf der Bühne. Geister besingen ihre Aufgabe, Prosperos Tochter Miranda zu beschützen (Chor: „Noi genii amici e vigili“). Die Sylphiden erwachen und beginnen zu tanzen. Sylphen begleiten sie auf verschiedenen Instrumenten. Ariele erscheint in einem Felsspalt. Er gibt den Sylphen und Sylphiden ein Zeichen, sich zurückzuziehen, da Miranda naht.
Szene 2. Miranda hat den Untergang des Schiffs beobachtet und sucht nun nach ihrem Vater, um den Schiffbrüchigen zu helfen. Außerdem erhofft sie sich von ihm Aufklärung über ihre eigenen ungewohnten Gefühle, die sie seit dem Anblick der Männer hat (Cavatine: „Parmi una voce il murmure“).
Szene 3. Prospero erklärt seiner Tochter den Grund für den Schiffbruch und seinen Hass auf seinen Bruder Antonio, der ihm einst die Krone raubte und ihn mit Miranda den Wellen aussetzte (Szene: „Ah! padre, tu lo puoi“). Miranda ist das Gefühl des Hasses noch völlig fremd, da sie noch nie anderen Menschen als ihrem Vater begegnet ist. Die Hexe Sicorace (Sycorax) und ihr Sohn Calibano (Caliban) haben nichts Menschliches an sich. Prospero ruft Calibano herbei

Erster Akt, Szene 4

Szene 4. Prospero befiehlt Calibano, Feuerholz zu sammeln (Szene: „Eh, Calibano! Ora vengo, pazienza!“). Calibano ist unzufrieden mit seinem Status als Sklave, da er als Herrscher dieser Insel geboren wurde (Terzett: „In quest’isola rapita a mia madre un di da te“). Prospero erklärt ihm, dass er ihn aus seinem niederen Stand befreit und ihm seine eigene Sprache beigebracht habe. Er hält Calibano für undankbar. Der wiederum hofft, später Gelegenheit zur Rache zu bekommen. Prospero schickt ihn fort.
Szene 5. Um Miranda zu beruhigen, vergleicht Prospero sie mit einer unschuldigen Blume (Romanze: „Sorge un fior sovra inospita spiaggia“). Sie geht in die Höhle.
Szene 6. Ariele berichtet, dass das Schiff gestrandet sei und er Alonzos Sohn Fernando (Ferdinand) von den anderen Seeleuten getrennt habe (Rezitativ und Szene: „Ebben, del re la nave in qual seno“). Prospero hat mithilfe seiner magischen Kräfte erfahren, dass sein Exil ein Ende finden wird, wenn Fernando und Miranda ein Paar werden. Falls seine Tochter jedoch jemand anderen heirate, werde sein Leid ewig währen. Ariele soll sie daher unter allen Umständen von Calibano fernhalten.
Szene 7. Ariele ergreift eine Theorbe und ruft die Sylphiden herbei, die Fernando aus einem Versteck heraus einlullen (Cavatine mit Chor der Geister: „Cara, soave, aerea voce che a me discendi“).
Szene 8. Miranda und Fernando treffen zusammen und verlieben sich sofort ineinander (Szene und Duett: „Ah! che veggo?“ – „Qual mai diva“).
Szene 9. Ariele führt Prospero herbei, der zufrieden seine Wünsche in Erfüllung gehen sieht. Um den Erfolg nicht gefährden, gibt er Ariele durch Gesten zu verstehen, dass er vorerst noch als strenger Vater auftreten will. Er stellt sich zwischen das Paar und führt Miranda in die Höhle. Fernando sieht zuerst traurig zu, doch Ariele nähert sich ihm lächelnd und führt ihn ebenfalls in die Höhle. Die Luftgeister erscheinen auf den Felsen, schwingen als Zeichen der Freude ihre Flügel und verstreuen Blumen über Miranda und Fernando.

### Zweiter Akt
Ein bewaldeter Teil der Insel, mit Felsen bedeckt und teilweise durch einen Vulkanausbruch verwüstet
Links im Vordergrund ein schwarzer Felsen mit einem Büschel roter Blumen; rechts der Ausgang von Prosperos Höhle; hinten eine große Kiefer, die offenbar von einem Blitz getroffen wurde: der Stamm ist in zwei Hälften zersplittert, aber dennoch hat der Baum einen großen Teil seines immergrünen Laubs behalten.
Szene 1. Während Calibano Feuerholz aufschichtet, beklagt er sein Schicksal (Arie: „Tutti i velen che il sole“). Die Stimme seiner Mutter Sicorace ruft ihm aus ihrem unsichtbaren Gefängnis heraus zu, dass er Prosperos Macht beenden könne, wenn er Miranda als Braut nehme (Szene und Arietta: „Calibano! Calibano! Qual voce è questa“). Sie weist ihn auf die drei zaubermächtigen Blumen auf dem Felsen hin und bittet ihn, sie mit deren Hilfe zu befreien. Als er Ariele und Prospero aus der Höhle kommen sieht, versteckt er sich hinter dem Felsen.
Szene 2. Prospero fordert Ariele auf, Miranda nicht aus den Augen zu lassen, während er nach seinem Bruder sucht. Ariele versteckt sich in dem Baum. Kurz darauf tritt Calibano hervor und schüttelt den Blumenstrauß, worauf sich die beiden Teile des Baumes verbinden und Ariele einschließen. Seine Arme verwandeln sich in Zweige. Die Stimme seiner Mutter mahnt Calibano zur Eile.

Zweiter Akt, Szene 3

Szene 3. Miranda tritt aus der Höhle. Während sie noch über das für sie neue Gefühl der Liebe nachdenkt, tritt Calibano auf sie zu und bedroht sie (Duett und Szene: „Pure mi scuote ed agita“). In ihrer Not zieht Miranda einen Dolch, um sich selbst zu töten. Calibano jedoch schüttelt noch einmal den Blumenstrauß, und Miranda sinkt auf den Felsen nieder. Obwohl Sicorace ihn ermahnt, sie endlich zu befreien, verschleppt Calibano stattdessen die schlafende Miranda.
Ein anderer Teil der Insel, bedeckt mit Bäumen und Gras
Szene 4. Trincolo (Trinculo) und die anderen Seeleute nutzen die Zeit für ein Trinkgelage (Chor: „Ci oppresse abbastanza“).
Szene 5. Der Seemann Stefano (Stephano) stimmt eine Canzone an („Nostr’omo, il mozzo“). Niemand von ihnen weiß, was aus Antonio und dem König geworden ist. Als sie das Monster Calibano bemerken, verstecken sich alle zwischen den Bäumen (Szene: „Aspetta un pò! non vedi tu venire“).

Zweiter Akt, Szene 6

Szene 6. Als Calibano die noch immer schlafende Miranda auf eine Grasfläche legt, umzingeln ihn die Seeleute. In seiner Not will Calibano seinen letzten Zauber nutzen. Er verspricht den Seeleuten die Rückkehr in die Heimat, wenn sie ihn und Miranda in Frieden lassen. Die Seeleute stimmen zum Schein zu und überreden Calibano, den Vertrag mit Wein zu besiegeln (Bacchanal: „Ma mi par… ma mi par che la terra“). Unterdessen ist Miranda erwacht. Sie unternimmt mehrere Fluchtversuche, die von den Seeleuten oder Calibano vereitelt werden. Schließlich gelingt es ihr, Calibano die Blumen zu entreißen und damit zu entkommen. Calibano und die Seeleute versuchen noch, sie einzuholen, doch sie schüttelt die Blumen, und ihre Verfolger bleiben wie angewurzelt stehen.

### Dritter Akt
Szene wie zu Beginn des zweiten Akts
Szene 1. Antonio und Alonzo irren ziellos auf der Insel umher (Szene: „Non è riposo il mio, è stupor che l’inferno“). Beide leiden unter Stimmen, die sie ihrer Verbrechen anklagen.
Szene 2. Prospero konfrontiert seinen Bruder und dessen Komplizen, ohne sich selbst zu erkennen zu geben, mit ihren Taten und verheißt ihnen die Strafe des Allmächtigen.

Dritter Akt, Szene 3

Szene 3. Prospero ruft nach Ariele, der noch immer in dem Baum gefangen ist und nur seine in Zweige verwandelten Arme bewegen kann, um auf seine Situation hinzuweisen. Prospero befreit ihn mit seinem Zauberstab. Ariele informiert ihn gestisch über Mirandas Gefangennahme durch Calibano. Alle machen sich auf die Suche nach ihr.
Szene 4. Kaum sind die anderen fort, erscheint Miranda. Sie hat ein schlechtes Gewissen, weil sie ihre Gedanken nicht von Fernando abwenden kann. Als sie den Himmel um Hilfe anfleht, antwortet ihr die Stimme der Hexe Sicorace, die sich als von ihrem Vater ausgesandter guter Geist ausgibt. Sicorace behauptet, dass Fernando eine Gefahr darstelle und ein böser Zauber sie beide verbinde. Um ihren Vater zu retten, müsse sie Fernando unverzüglich töten. Miranda glaubt ihr und betritt die Höhle.
In Prosperos Höhle

Dritter Akt, Szene 5

Szene 5. Miranda findet Fernando auf einem Bett aus Blättern schlafend und betrachtet ihn fasziniert (Duett und Finale: „Questa fronte, questo viso pari agli angeli“). Da sie glaubt, noch immer unter dem Zauber zu stehen, zieht sie ihren Dolch, um ihn zu töten. In diesem Moment ruft Fernando im Schlaf ihren Namen. Er erwacht und erklärt ihr seine Liebe. Miranda fühlt sich nicht mehr in der Lage, den Mord auszuführen. Sie beschließt, Fernando stattdessen gegen Calibano und die sich nahenden Seeleute zu verteidigen.
Szene 6 („ultima“). Als Calibano und die Seeleute eintreffen, nimmt Fernando Miranda zum Schutz in seine Arme. Die Seeleute erkennen ihn als ihren Herrscher und lassen von der Verfolgung ab, zumal er ihnen Miranda als ihre Königin vorstellt. Ariele erscheint, unsichtbar für die anderen, auf einem Felsen und gibt ein Zeichen der Freude. Calibano ergreift die auf den Boden gefallenen Blumen, um seine Feinde mit dem letzten Zauber zu vernichten. Da Miranda diesen bereits verbraucht hat, bleibt das wirkungslos. Stattdessen verwandelt Ariele mit seinem Zauberstab die Szene in einen von tausend Feuern erleuchteten Luftpalast. An dessen Rückwand sitzt Prospero auf einem Thron zwischen Alonzo und Antonio, beide in prächtiger Kleidung. Sie steigen herab und vereinen die Hände Fernandos und Mirandas. Prospero gibt Calibano frei und überantwortet ihm die alleinige Herrschaft über die Insel. Er selbst wird mit den anderen in seine Heimat zurückreisen. Miranda fordert Ariele auf, noch einmal seinen Zauber walten zu lassen (Arie: „Vinto ha natura e amor“). Ariele schwenkt seinen Stab. Die Szene verändert sich erneut und zeigt nun das Meer mit einem prächtig geschmückten Schiff. Geister schwellen zwischen den Masten und der Takelage die Segel. Ariele führt Miranda und Fernando zum Schiff. Die anderen folgen ihnen.

## Werkgeschichte

Titelblatt des illustrierten Librettos, London 1850

Henriette Sontag als Miranda

Luigi Lablache als Caliban

La tempesta entstand im Auftrag von Benjamin Lumley, dem Impresario des Londoner Her Majesty’s Theatre. Dieses Theater befand sich damals im Niedergang, da viele der wichtigsten Sänger zur neuen Operngesellschaft am Covent Garden gewechselt waren und das Publikum fernblieb. Lumley brauchte dringend eine zugkräftige neue Oper und beschloss, auf ein Werk Shakespeares, des größten englischen Schriftstellers, zurückzugreifen. Er wählte dessen Komödie Der Sturm aus, die hier in einer freien Bearbeitung auf die Bühne kam. Da seit den Zeiten Georg Friedrich Händels die meisten Opern in London auf Italienisch gesungen wurden, sollte auch das neue Werk in dieser Sprache stehen. Mit Libretto und Komposition wollte er möglichst namhafte Autoren beauftragen und für die Aufführung die bedeutendsten Sängerstars engagieren. Als Komponist war ursprünglich Felix Mendelssohn Bartholdy vorgesehen, als Librettist Felice Romani. Da Mendelssohn jedoch Eugène Scribe präferierte, erhielt dieser den Auftrag. Sein Text wurde anschließend von Pietro Giannone ins Italienische übersetzt. Noch vor Vertragsabschluss gab Lumley bekannt, dass Mendelssohn die Oper komponieren würde. Das verärgerte den Komponisten, der zudem bereits im November 1847, noch vor Beginn der Arbeit, starb. Daher beauftragte Lumley nun den französischen Komponisten Fromental Halévy, der zu dieser Zeit bereits große Erfolge an der Opéra-Comique in Paris erzielt, aber auch schon Erfahrung mit italienischen Opern hatte. Als Sängerin der Miranda wollte Lumley Jenny Lind engagieren. Diese zog sich jedoch 1849 von der Opernbühne zurück. Lumley wandte sich nun an Henriette Sontag, die eigentlich schon seit ihrer Hochzeit 1829 nicht mehr öffentlich auftrat. Da diese gerade finanzielle Probleme hatte, konnte er sie zu einem weiteren Auftritt in dieser Produktion überreden. Um auch der beliebten Tänzerin Carlotta Grisi einen Platz in der Produktion zu sichern, wurde die ursprüngliche Sopranpartie des Ariele in eine Tanzrolle umgewandelt. Einige ihrer Stellen gingen an einen unbenannten Luftgeist, und neue Ballettmusik wurde hinzugefügt.
Die Uraufführung war ursprünglich für den 6. Juni 1850 angekündigt, fand aber erst am 8. Juni statt. Auch der 7. oder 9. Juni wurden genannt. Die musikalische Leitung hatte Michael William Balfe statt. Die Solisten waren Lorenzo Salvi (Alonzo), Filippo Coletti (Prospero), Frederick Lablache (Antonio), Carlo Baucardé (Fernando), Signor Ferrari (Trincolo), Teresa Parodi (Stefano), Ida Bertrand (Sicorace), Mlle Giuliani (Luftgeist), Carlotta Grisi (Ariele), Luigi Lablache (Calibano) und Henriette Sontag (Miranda).
Die Produktion war zunächst ein großer Erfolg. Einige Zeitungen überboten sich mit Lobeshymnen. The Sun nannte sie „die schönste Grand opéra und das herrlichste Schauspiel, das jemals auf der englischen Opernbühne gezeigt wurde“ („the most beautiful grand opera and the most superb spectacle ever produced on the English lyrical stage“). The Daily News hielt die Oper für Halévys bedeutendstes Werk und schrieb: „It is the work of a poet as well as a musician. Like all Halévy’s work it is profound in thought and masterly in construction, while it is bold, free, imaginative and dramatic, with a great deal of expressive melody, set off by the most varied and elegant instrumentation.“ („Es ist ebenso das Werk eines Dichters wie eines Musikers. Wie alle Werke Halévys ist es tiefgründig in Gedanken und meisterhaft im Aufbau, stolz, frei, erfinderisch und dramatisch, mit vielen ausdrucksvollen Melodien, entzündet von höchst abwechslungsreicher und eleganter Instrumentation.“) Die Illustrated London News meinte: „Such a truly artistic work has seldom been seen on any stage; it is full of charming contrasts, employs every resource of modern art, and is free from all that is meretricious, glaring, and noisy.“ („Ein derart wahrlich künstlerisches Werk wurde selten auf irgendeiner Bühne gesehen; es ist voller reizender Kontraste, nutzt jede Quelle der modernen Kunst und ist frei von allem Aufdringlichen, Blendenden und Lärmenden.“) Andere Zeitungen äußerten allerdings auch Kritik. The Musical World und der Musikkritiker Henry Chorley bemängelten sowohl die Musik als auch Scribes Shakespeare-Bearbeitung. Der Kritiker des The Morning Herald fand die Musik zwar effektvoll, vermisste aber Melodie und hielt die Arien für mechanisch. Auch Halévys Bruder, der Schriftsteller Léon Halévy hielt das Werk für zu konstruiert. Es besitze keine klare Farbgebung. Der Publikumszustrom ließ schnell nach. Die Oper wurde nach dreizehn Aufführungen abgesetzt, als die beliebte Tänzerin Carlotta Grisi die Produktion verließ. Der Erfolg reichte nicht aus, das Theater zu retten. Es musste einige Jahre später schließen.
Die französische Premiere war am 25. Februar 1851 im Théâtre-Italien in Paris. Hier wurde eine zweiaktige Fassung gespielt, in der der größte Teil des dritten Akts fehlte. Halévy und Scribe hatten sich gegen diese Aufführung ausgesprochen. Die beiden Gesangsstars Lablache und Sontag wirkten auch hier mit. Schon bei der ersten Aufführung stürzte die Tänzerin des Arial, Carolina Rosati, in eine Falltür und verletzte sich. Sie konnte aber weiterspielen. In Paris gab es insgesamt acht Aufführungen. Anschließend verschwand das Werk in der Versenkung.
Eine Wiederbelebung gab es erst 2022 an der Wexford Festival Opera in einer Inszenierung von Roberto Catalano. In dieser Produktion wurde die Partie des Ariele nicht getanzt, sondern gesungen, wie es Halévys autografes Partiturmanuskript vorsah. Es handelte sich um eine Koproduktion mit dem Teatro Coccia in Novara. Sie erhielt schlechte Kritiken. Besonders die monochrome und klischeehafte Inszenierung, die jegliche Magie vermissen ließ, wurde bemängelt. Obwohl im Programmheft eine Choreografin und Tänzer aufgeführt waren, fehlten Tanzeinlagen. Unter den Solisten wurde besonders die Leistung des georgischen Basses Giorgi Monoshvili in der Rolle des Calibano hervorgehoben.

## Gestaltung

### Musiknummern
Die Oper enthält die folgenden Musiknummern:
- Introduktion
- Nr. 1
  - Prolog (Chor der unsichtbaren Geister): „Al dolce e vivido splendor del giorno“
  - Preghiera/Gebet (Seeleute): „Nume, che irato i flutti sollevi“

Erster Akt
- Nr. 2.
  - Chor (Geister, mit Tanz): „Noi genii amici e vigili“
  - Ballo
  - Dopo il ballo
- Nr. 3. Cavatine (Miranda): „Parmi una voce il murmure“
- Nr. 4.
  - Szene (Miranda, Prospero): „Ah! padre, tu lo puoi“
  - Romanze (Prospero): „Sorge un fior sovra inospita spiaggia“
- Nr. 5.
  - Szene (Calibano, Miranda, Prospero): „Eh, Calibano! Ora vengo, pazienza!“
  - Terzett (Calibano, Miranda, Prospero): „In quest’isola rapita a mia madre un di da te“
- Nr. 6. Rezitativ und Szene (Prospero, Ariele): „Ebben, del re la nave in qual seno“
- Nr. 7. Cavatine (Fernando mit Chor der Geister): „Cara, soave, aerea voce che a me discendi“
- Nr. 8. Szene, Duett und Terzett (Miranda, Fernando, dann Prospero): „Ah! che veggo?“ – „Qual mai diva“

Zweiter Akt
- Nr. 9. Introduktion und Arie (Calibano): „Tutti i velen che il sole“
- Nr. 10. Szene (Sicorax, Calibano) und Arietta: „Calibano! Calibano! Qual voce è questa“
- Nr. 11. Duett (Calibano, Miranda) und Szene: „Pure mi scuote ed agita“
- Nr. 12. Chor (Seeleute), Canzone (Stefano) und Szene: „Ci oppresse abbastanza dei mali il piensier“ – „Nostr’omo, il mozzo“
- Nr. 13. Finale.
  - Szene (Stefano, Trincolo, Seeleute): „Aspetta un pò! non vedi tu venire“
  - Bacchanal (Calibano, Stefano, Trincolo und Chor): „Ma mi par… ma mi par che la terra“

Dritter Akt
- Nr. 14. Szene (Antonio, Alonzo) und Arie: „Non è riposo il mio, è stupor che l’inferno“
- Nr. 15. Duett (Miranda, Fernando) und Finale: „Questa fronte, questo viso pari agli angeli“ – „Vinto ha natura e amor“

### Musik
Die Partitur enthält nahezu alle üblichen Bestandteile der italienischen Oper Gioachino Rossinis oder Gaetano Donizettis. Die Oper beginnt mit einer längeren Sturmszene, die als Introduktion in die Handlung eingebunden ist und von den Zeitgenossen viel gerühmt wurde. Es gibt ein Chorgebet („preghiera“), Belcanto-Arien mit Koloraturen, Cavatinen mit Vokalisen, Terzette, Liebesduette und Trinklieder. Wahrscheinlich hatte der Impresario Benjamin Lumley Halévy ausdrücklich gebeten, die Oper im italienischen Stil des frühen 19. Jahrhunderts zu schreiben, um dem konservativen Londoner Publikum zu schmeicheln. Die Musik ist fachmännisch geschrieben und übertrifft stellenweise qualitativ ihre italienischen Vorbilder. Die Arien entsprechen den zeitgenössischen Klischees. Mirandas Auftrittsarie „Parmi una voce il murmure“ und ihre Schlussarie „Vinto ha natura e amor“ sind stark verziert. Technisch herausfordernd sind Prosperos Romanze „Sorge un fior“ und Fernandos Cavatine „Cara, soave, aerea voce“. Die interessanteste Musik hat Calibano in seiner Szene mit den magischen Blumen, dem Raub Mirandas und der Trinkszene.

## Aufnahmen
- 3. November 2022 – Francesco Cilluffo (Dirigent), Roberto Catalano (Inszenierung), Emanuele Sinisi (Bühne und Ausstattung), Ilaria Ariemme (Kostüme), D. M. Wood (Licht), Luisa Baldinetti (Choreografie), Orchester und Chor der Wexford Festival Opera.
 Rory Musgrave (Alonzo), Nikolay Zemlianskikh (Prospero), Richard Shaffrey (Antonio), Giulio Pelligra (Fernando), Dan D’Souza (Trincolo), Gianluca Moro (Stefano), Emma Jüngling (Sicorace), Jade Phoenix (Ariele), Giorgi Manoshvili (Calibano), Hila Baggio (Miranda).
 Video; live aus der Wexford Festival Opera.
 Videostream auf Arte Concert.[8][10]

## Digitalisate
- Libretto (italienisch/englisch), London 1850. Digitalisat der Library of Congress
- Illustriertes Libretto (italienisch/englisch), London 1850. Digitalisat bei Google Books
- Autografes Manuskript der Partitur: erster Akt, zweiter Akt und dritter Akt bei Gallica
- Alexis de Garaudé: Klavierauszug, Paris 1859. Digitalisat bei Gallica